# Даніель Кеттлевел
Даніель Кеттлевел (англ. Danielle Kettlewell, 17 листопада 1992) — австралійська синхронна плавчиня. Учасниця літніх Олімпійських ігор 2016, де в групових вправах її збірна посіла 8-ме місце.